# پرسش بارگذاری شده

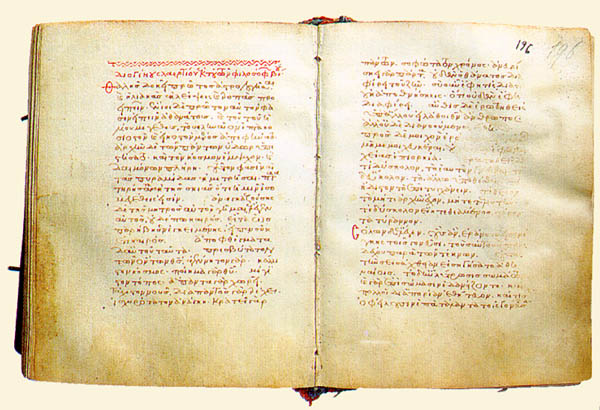
پرسش بارگذاری شده

یک پرسش بارگذاری شده شکلی از پرسش‌های پیچیده است که حاوی پیش فرض بحث‌برانگیز است.
چنین پرسش‌هایی ممکن است به عنوان یک ابزار بلاغی مورد استفاده قرار گیرند:پرسش تلاش می‌کند تا پاسخ‌های مستقیم را محدود به پاسخ‌های مورد دلخواه پرسش کننده کند. مثال مرسوم آن این است :"آیا از کتک زدن همسرت دست کشیدی؟" چه پاسخ دهنده پاسخ دهد بله یا خیر، آنها به داشتن همسر و کتک زدن او در زمان گذشته اعتراف می‌کنند. و در این مورد گرفتار شدن پاسخ گو است زیرا پاسخ گو را به یک پاسخ محدود می‌کند و مغالطه بوجود آمده‌است.
مغالطه برای کارسازی خود به زمینه متکی است:این واقعیت که یک پرسش موردی را پیش فرض می‌گیرد، به خودی خود پرسش را مغالطه آمیز نمی‌کند.
تنها زمانی که برخی از این پیش فرض‌ها الزاماً توسط شخصی که از او پرسش می‌شود موافقت نشود، استدلال حاوی آنها دارای مغالطه می‌شود؛ بنابراین ممکن است همان پرسش در یک زمینه بارگذاری شود، اما در یک زمینه دیگر بارگذاری نشود. برای مثال، مورد قبلی اگر در جریان محاکمه ای که متهم قبلاً به کتک زدن همسرش اعتراف کرده بود، پرسش مطرح نمی‌شد.
این مغالطه غیررسمی را باید از طرح پرسش متمایز ساخت، که مقدمه ای ارائه می‌دهد که معقول بودن آن به صحت گزاره ای که در مورد آن پرسیده شده بستگی دارد و اغلب بیان مجدد ضمنی گزاره است.

## محافظت
یک راه متداول برای خروج از این مغالطه پاسخ دادن به این پرسش مغالطه آمیز نیست بلکه به چالش کشیدن فرض پشت پرسش است. این امر این است که «من هرگز همسرم را کتک نزده‌ام». ابهام پاسخ مورد انتظار، بنابراین تاکتیک فرد مغالطه گر را را باطل می‌کند. با این حال، پرسش کننده احتمالاً با متهم کردن کسی که پاسخ می‌دهد به طفره رفتن از پرسش پاسخ می‌دهد.

## نمونه‌های تاریخی
دیوژن لائرتیوس زندگینامه مختصری از مندموس فیلسوف نوشت که در آن چنین نقل می‌کند:[یکبار] وقتی الکسینوس از او پرسید که آیا کتک زدن پدرش را رها کرده‌است، او گفت: «من او را کتک نزده‌ام و ترک نکرده‌ام.» و هنگامی که او ادامه داد که باید با پاسخ صریح بله یا خیر، به این شک پایان دهد.
برای مثال دیگر، همه‌پرسی سال ۲۰۰۹ در مورد تنبیه بدنی در نیوزیلند این پرسش را مطرح کردند:
آیا کتک زدن به عنوان بخشی از اصلاح تربیتی خوب والدین در نیوزیلند یک جرم کیفری است؟ موری ادریج، از بارناردوس نیوزلند، از این پرسش «باردار و مبهم» انتقاد کرد و ادعا کرد این سؤال پیش‌فرض می‌گیرد که کتک زدن بخشی از اصلاح خوب والدین است.